# Sosíteu
Sosíteu (en grec antic: Σωσίθεος, llatí: Sositheus) fou un poeta tràgic grec natural d'Alexandria de la Tròada que va desenvolupar la seva carrera a Atenes i Siracusa a començament del segle iii aC.
Era un dels integrants de la plèiade tràgica i antagonista del poeta tràgic Homer de Bizanci. Va florir cap a la 124 olimpíada (294 aC), i va escriure tant en poesia com en prosa. L'esmenten totes les llistes dels poetes de la plèiade excepte la de Joan Tzetzes.
Només es conserven dues línies de la tragèdia Ἄθλιος (probablement un poema dedicat a Aetli, el pare d'Endimió) per part d'Estobeu, i vint-i-quatre línies de Δάφνις o Λιτυέρσας (Dafnis o Litierses), un drama pastoral que per la seva forma i els seus personatges s'assemblava molt als drames satírics antics. Aquest Dafnis, pastor, s'ha volgut identificar amb el poeta Dafnis. Apareix ocasionalment anomenat Sosibi, però el nom correcte és Sosíteu. Fabricius l'inclou a la Bibliotheca Graeca.